# Canal de Lème
Le canal de Lème est une ria située en Croatie, dans le comitat d'Istrie.

## Géographie
Le canal, long d'une dizaine de kilomètres, est orienté est-ouest et donne dans la mer Adriatique.

## Le canal dans la culture
La ria est évoquée dans le roman Mathias Sandorf de Jules Verne, qui en fait l'aboutissement de la résurgence de la rivière Pazinčica
Il fut également le lieu de tournage du film Les Vikings, un film américain de Richard Fleischer sorti en 1958.